# Jabitsi
Jabitsi (en rus: Жабицы) és un poble de l'óblast de Nóvgorod, a Rússia, segons el cens del 2010 tenia 12 habitants.